# Ircinia favosa
Ircinia favosa är en svampdjursart som först beskrevs av Lieberkühn 1859.  Ircinia favosa ingår i släktet Ircinia och familjen Irciniidae. Inga underarter finns listade i Catalogue of Life.